# 朱光彩
朱光彩 (1901年12月12日—1992年4月22日)，字华舫，是一位中国水利工程师。

## 生平
1901年出生于河南淅川，父亲朱绍亮是一位小学教师。1914年就读于河南留学欧美预备学校德文班。1923年毕业于同济大学，之后留学德国毕业于德累斯顿工业大学。1946年接替赵守钰担任局长，凭借黄河花园口堵口工程获得1947年中国工程学会颁发的荣誉金牌。之后前往台湾，1952年奉命协助金门（马祖）地方建设，1969年任敎于台北工专。